# Israel Krok
Israel Nicolai Krok (Krokius), född i Växjö, död 26 januari 1677 i Tolgs församling, Kronobergs län, var en svensk präst och riksdagsman.

## Biografi
Israel Krok föddes i Växjö. Han var son till biskopen Nicolaus Krokius och Sigrid Andersdotter. Krok blev 1657 student vid Uppsala universitet och 1660 vid Kungliga Akademien i Åbo. Han disputerade 1663 och avlade magisterexamen 1664. Krok blev 1665 lektor i grekiska vid Växjö Katedralskola och blev 1671 andra teologie lektor vid skolan. Han var riksdagsman vid Riksdagen 1672 och preses vid prästmötet 1674. År 1674 blev han kyrkoherde i Tolgs församling. Krok avled 1677 i Tolgs församling.

### Familj
Krok gifte sig med Elisabet Håkansdotter Berghman. Hon var dotter till befallningsmannen Håkan Joensson och Cecilia Weinheim i Berg. De fick tillsammans dottern Maria Krok (död 1702) som var gift med kyrkoherden Haquinus Wisingh i Visingsö församling. Efter Kroks död gifte Berghman om sig med kyrkoherden Nicolaus Lundeberg i Tolgs församling.